# Любов без грим
„Любов без грим“ (на испански: Amor sin maquillaje) е мексиканска теленовела от 2007 г., състояща се от 25 епизода, продуцирана от Роси Окампо за Телевиса. Теленовелата е създадена в чест на 50-годишнината от създаването на първата мексиканска теленовела - Забранена пътека, произведена от Телесистема Мехикано (дн. Телевиса) през 1958 г.
Историята проследява живота на гримьори, режисьори, писатели, сценаристи, редактори, актьори и др., работили в компания Телевиса.
Този минисериал също отбелязва завръщането на Лусия Мендес в Телевиса след 15 години отстъствие от продукциите на компанията, както и на първата актриса Кармен Монтехо, след като обяви оттеглянето си.

## Сюжет
Пина е гримьорка, която живее с майка си, Лупита, също гримьорка, баба си, Вероника, бивша гримьорка, и с 4-годишния си син. Мечтата на Пина е да стане писателка и сценаристка на теленовели, затова в свободното си време учи в Центъра за сценаристи към Телевиса. Пина започва да пише първото си произведение – „Amor oculto“. Тя се влюбва в Ектор Ибара, популярен актьор, но арогантен и зъл човек, който ѝ изневерява с актриси. Ектор предлага на Пина да заминат само двамата за Маями, но тя отказва да остави сина си. Ектор краде сценария за теленовелата на Пина и го представя за свой проект пред компания Телевиса, която го купува от него. Разочарована от предателството, Пина крие от Ектор, че е бременна, по-късно ражда момиченце. Когато започват снимките на теленовелата, Ектор се завръща в Мексико, тогава се отново се среща с Пина, която е наета като гримьорка за същата теленовела.
Другата любовна история, развиваща се в сериала, е тази на Лупита. Преди 20 години е изоставена от съпруга си, който се е върнал и иска да поправи грешката от миналото, но в живота на Лупита има друг човек. Тя ще трябва да направи правилния избор, продиктуван от сърцето.
Вероника е легендарна гримьорка, която живее спомняйки си годините, през които е работила в Телевиса още от създаването на Забранена пътека, както и живота с актьорите по време на заснемането на теленовелите.

## Актьори
- Лусия Мендес – Лупита Веласкес
- Сесар Евора – Педро Риос
- Марлене Фавела – Хосефина „Пина“ Карденас
- Серхио Гойри – Ектор Ибара
- Нора Салинас – Адриана
- Кармен Монтехо – Вероника вдовица де Веласкес
- Енрике Роча – Рафаел
- Елена Рохо – Инес Ривера
- Едуардо Сантамарина – Хуан Давид
- Жаклин Андере – Диана
- Ерика Буенфил – Лаура
- Ядира Карийо
- Вероника Кастро – Лоренса
- Рикардо Блуме – Хайме Айенде
- Алфонсо Итуралде
- Майрин Вилянуева – Паула
- Йоан Себестиан – Алекс
- Даниела Ромо – Фернанда
- Сабине Мусиер – Беатрис
- Хулио Алеман – Естебан Таварес
- Алехандро Ибара – Валентин
- Шерлин – Ванеса
- Алисия Мачадо – Марина
- Жаклин Волтар – Марта
- Катерин Папил – Клаудия
- Бенхамин Ислас – Диего

Специални участия
- Патрисия Навидад
- Клаудио Баес
- Луис Баярдо
- Карла Естрада
- Лили Гарса
- Карлос Брачо
- Мара Патрисия Кастаниеда
- Шарис Сид
- Хоакин Кордеро
- Луис Кутуриер
- Алехандра Барос
- Лорена Енрикес
- Диана Голден
- Габриела Голдсмит
- Ектор Гомес
- Ерик Геха
- Арон Ернан
- Енрике Лисалде
- Игнасио Лопес Тарсо
- Анхелика Мария
- Алехандра Мейер
- Ернесто Лагуардия
- Херардо Мургия
- Силвия Пинал
- Хуан Хосе Орихел
- Конрадо Осорио
- Раул Падийя
- Хосе Луис Ресендес
- Фернандо Роблес
- Адриана Роел
- Мария Рубио
- Алехандро Руис
- Ото Сирго
- Гастон Тусет
- Хуан Вердуско

## Премиера
Премиерата на Любов без грим е на 17 септември 2007 г. по Canal de las Estrellas. Последният 25. епизод е излъчен на 19 октомври 2007 г.